# Drosophila kurseongensis
Drosophila kurseongensis este o specie de muște din genul Drosophila, familia Drosophilidae, descrisă de Gupta și Singh în anul 1978. Conform Catalogue of Life specia Drosophila kurseongensis nu are subspecii cunoscute.